# Kereszténydemokrata Néppárt
Die Kereszténydemokrata Néppárt (KDNP; deutsch Christlich-Demokratische Volkspartei) ist eine ungarische Partei. 1989 wurde sie offiziell neu gegründet; dies geschah jedoch in Bezugnahme auf die Demokratische Volkspartei (DNP) der vorsozialistischen Zeit. So hatten die Neugründer der KDNP, T. Füzessy und J. Ugrin, von 1945 bis 1948 in der alten Volkspartei gewirkt. Nach der Neugründung erhielt sie in den 1990er Jahren zwischen 5 und 10 % der Stimmen. Ein Problem, das die KDNP seit Wiedergründung begleitete, war die Altersstruktur ihrer Wähler. Laut Parteiangaben waren in den 1990er Jahren über 50 % ihrer Wähler Rentner. Seit der Parlamentswahl 2006 trat die Partei in einem Wahlbündnis mit dem rechtskonservativen Fidesz – Ungarischer Bürgerbund an. Inzwischen sind sie in einem rechten Parteienbündnis aufgegangen, wobei Fidesz den Namen als Suffix angehängt hat. Seit der Wahl 2010 verfügt das Parteienbündnis Fidesz-KDNP über eine Zweidrittelmehrheit im Parlament. Bei der letzten Wahl 2022 erhielt es 54,13 % und 135 von 199 Sitzen, wovon 19 auf die KDNP entfielen.

## Politische Ausrichtung

Logo der Demokratischen Volkspartei (DNP) 1944–1949

Die Christlich-Demokratische Volkspartei war nach ihrer Neugründung eine gemäßigte christdemokratische Partei, die verschiedene Facetten von christlich-sozial bis nationalkonservativ vereinigte. Seit der Übernahme des Parteivorsitzes durch György Giczy 1994 hat sie sich zu einer national-konservativen, rechtspopulistischen und katholisch-fundamentalistischen Partei entwickelt. Derzeitiger Vorsitzender ist Zsolt Semjén.

## Internationale Verbindungen
Die KDNP verblieb auch nach dem Austritt der Fidesz-Abgeordneten im März 2021 in der zentristischen Europäischen Volkspartei sowie in der Fraktion der Europäischen Volkspartei im Europäischen Parlament.  Nach der Wahl zum Europäischen Parlament 2024 nahm die EVP-Fraktion allerdings die sieben neugewählten Abgeordneten der ungarischen Oppositionspartei TISZA auf. Daraufhin schloss sich der wiedergewählte KDNP-Abgeordnete György Hölvényi gemeinsam mit den zehn Fidesz-Abgeordneten der neugegründeten rechten Fraktion Patrioten für Europa an. Im Juni 2024 trat die KDNP schließlich auch aus der Europäischen Volkspartei aus.

## Wahlergebnisse
- 1947: 16,4 % – 60 Sitze (von 411)
- 1990: 6,5 % – 21 Sitze (von 386)
- 1994: 7,0 % – 22 Sitze (von 386)
- 1998: 2,3 % – 0 Sitze
- 2002: 3,9 % – 0 Sitze

Zusammen mit Fidesz:
- 2006: 42,03 % – 164 Sitze (von 386)
- 2010: 52,73 % – 263 Sitze (von 386)
- 2014: 44,87 % – 133 Sitze (von 199)
- 2018: 49,28 % – 133 Sitze (von 199)
- 2022: 54,13 % – 135 Sitze (von 199)